# Lorenzo Valla
Lorenzo Valla (ur. 1405/1407, zm. 1 sierpnia 1457 w Rzymie) – neapolitański humanista, filozof, historyk. Kapłan kościoła rzymskokatolickiego (święcenia w r. 1431). W 1448 roku został mianowany sekretarzem papieskim. Jest uważany za jednego z najwybitniejszych filologów renesansowych. Jako filozof opowiadał się za etyką epikurejską, wyżej ceniąc aktywność od ascetyzmu.
Zakwestionował w swoich pracach autentyczność dokumentu Donacji Konstantyna. Napisał także pracę, w której omawiał relację między wolną wolą, a opatrznością bożą. Sympatyzował w niej z koncepcją  predestynacji. Z tego powodu Marcin Luter uważał go za najwybitniejszego Włocha.

## Autor prac
- Dialogus de voluptate, 1431 („Dialog o rozkoszy”);
- Historiarum Ferdinandi regis Aragoniae libri III, 1521;
- De falso credita et ementita Constantini donatione declamatio, 1440 (druk. 1517; przekład polski: O rzekomej, sfałszowanej Donacji Konstantyna. Warszawa: Wydawnictwa Uniwersytetu Warszawskiego, 2015. ISBN 978-83-235-1676-7. Brak numerów stron w książce)
- De rebus gestis Ferdinandi Aragonum et Siculorum Regis, libri tres. Recogniti, adiectis scholiis a Ioanne Lango Silesio. Vratislaviae 1546.
- Elegantiarum Latinae linguae libri VI („Sześć ksiąg o eleganckim wypowiadaniu się po łacinie”) – traktat poświęcony łacinie używanej przez Cycerona.